# 路易·格雷西耶
路易·格雷西耶（法語：Louis Gressier，1897年5月12日—1959年1月14日），法国男子赛艇运动员。他曾代表法国参加1924年夏季奥林匹克运动会赛艇比赛，获得男子四人单桨有舵手银牌。